# Storia del Liechtenstein
Questa voce tratta della storia del Liechtenstein.

## Antichità
Una strada romana attraversava la regione da sud a nord, attraversando le Alpi dal Passo dello Spluga e seguendo la riva destra del Reno ai margini della pianura alluvionale, a lungo disabitata a causa delle periodiche inondazioni. Ville romane sono state rinvenute nei territori di Mauren e Eschen. L'afflusso dell'epoca tardo-romana degli Alemanni da nord viene segnalato dai resti di una fortezza romana a Schaan.

## Sacro Romano Impero

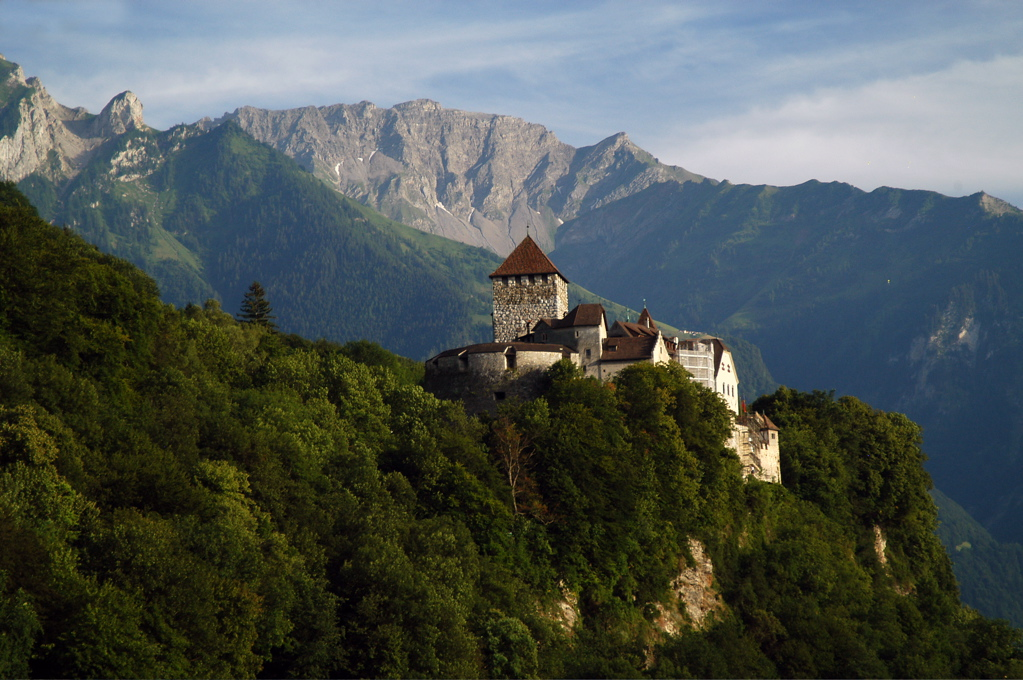
Il Castello di Vaduz, sovrastante la capitale, ancora oggi residenza dei principi del Liechtenstein

Anticamente il territorio del Liechtenstein era parte del Sacro Romano Impero, compreso nella Provincia della Rezia. Per secoli questo territorio, geograficamente lontano dagli interessi strategici dell'Europa, ebbe poco impatto sulla storia del continente. Prima del regno dell'attuale dinastia, la regione era stata infeudata ai Conti von Ems zu Hohenems.
L'attuale dinastia prende il nome dal territorio che a sua volta deriva dall'omonimo Castello Liechtenstein, nel territorio della Bassa Austria, di cui la famiglia fu in possesso dal 1140 circa al XIII secolo e dal 1807 in poi. Attraverso i secoli, la dinastia acquisì nuovi territori, soprattutto in Moravia, nella Bassa Austria, in Slesia ed in Stiria. In molti casi questi territori erano già feudi sotto altri signori, quali ad esempio diverse linee della famiglia degli Asburgo, di cui i principi del Liechtenstein lungo i secoli furono tra i più leali alleati. A causa della sua piccola estensione, però, il principato non riuscì ad avere un seggio al Reichstag (il parlamento imperiale).
Dopo diverso tempo, la famiglia fu in grado di ottenere minuscole Herrschaften ("Signorie") quali Schellenberg e la Contea di Vaduz (nel 1699 e nel 1712 rispettivamente) sempre dalla famiglia dei conti di Hohenems. In questo caso, la dinastia regnante godeva dei titoli di Conte Sovrano di Vaduz e Signore di Schellenberg, anche se il feudatario formale rimaneva sempre l'Imperatore.
Il 23 gennaio 1719 Carlo VI d'Asburgo decretò l'unione tra Vaduz e Schellenberg, ed elevò la locale contea a Fürstentum ("Principato") con il nome di "Liechtenstein" in onore del suo fedele servitore, Antonio Floriano di Liechtenstein. È in questa data che il Liechtenstein entrò ufficialmente a far parte degli Stati del Sacro Romano Impero. In realtà, per un espediente politico e testamentario, i principi del Liechtenstein non misero piede nei loro territori per 120 anni.

## La sopravvivenza
Nel 1806, gran parte del Sacro Romano Impero venne invasa da Napoleone. Quest'evento ebbe conseguenze drastiche per il Liechtenstein: i meccanismi di governo imperiali, legali e politici crollarono, mentre l'Imperatore Francesco II abdicò e l'Impero stesso venne sciolto. In realtà questo principe moravo rimase poco più di un comune feudatario di secondo piano. Dal 25 luglio 1806 quando venne fondata la Confederazione del Reno, il Principe del Liechtenstein ne fu membro, vassallo de facto come tutti gli altri stati aderenti, dell'Imperatore Napoleone Bonaparte, sino alla dissoluzione della Confederazione il 19 ottobre 1813.
Poco dopo, il Liechtenstein aderì alla Confederazione tedesca (20 giugno 1815 – 24 agosto 1866), che era presieduta dall'Imperatore d'Austria.
Quindi, nel 1818, Giovanni I garantì una costituzione allo Stato, anche se di natura estremamente limitata.
Nel 1836 venne aperta la prima fabbrica dello Stato, con l'avviamento della produzione di ceramiche. Nel 1842, inoltre, si assisté alla prima visita di un principe del Liechtenstein sul suolo del suo principato: era il Principe Luigi. Nel 1861, vennero fondati il primo banco di pegno e mutuo e il primo mulino per la cardatura del cotone. Nel 1862 Giovanni II del Liechtenstein (che ebbe un regno di oltre 70 anni) concesse una Costituzione "moderna" (al posto degli antichi statuti). Nel 1868 vennero costruiti due ponti sul Reno e nel 1872 venne inaugurata la prima ferrovia che attraversava il Liechtenstein.
Allo scoppio della guerra austro-prussiana nel 1866 vennero fatte nuove pressioni sul Liechtenstein e quando la pace venne firmata la Prussia accusò il Liechtenstein di essere stato la causa dello scoppio della guerra con l'Austria (il suo status avrebbe comportato che, alla pari di tutti gli altri principati tedeschi non asburgici, o partecipasse alla fondazione della nuova confederazione o divenisse parte integrante della Germania, ma alla seconda soluzione fu d'ostacolo la sua caratteristica di enclave dell'Impero Asburgico). Questo fatto portò il Liechtenstein a rifiutarsi di siglare la pace con la Prussia, mantenendo lo stato di guerra con il grande regno del nord della Germania, ma senza che venisse combattuto alcun conflitto.

## Il Novecento
Sino al termine della prima guerra mondiale, il Liechtenstein fu sempre molto legato all'Impero austriaco prima ed a quello Austro-Ungarico poi; ad ogni modo, la devastazione economica, subita durante il primo conflitto mondiale, portò il piccolo Stato a concludere accordi monetari con la vicina Svizzera; l'esercito statale era stato addirittura soppresso nel 1868 per motivi finanziari. Al crollo dell'Impero austro-ungarico, lo Stato venne formalmente sciolto da ogni obbligo verso l'Austria (dal momento che lo stesso Principe del Liechtenstein era visto formalmente come feudatario dell'Imperatore d'Austria, anche se il Sacro Romano Impero aveva cessato di esistere nel 1806). Il Liechtenstein rimane oggi l'ultima traccia persistente dell'esistenza del Sacro Romano Impero.
Gli anni seguenti la prima guerra mondiale furono importanti per il Liechtenstein:
- nel 1921 fu varata la nuova Costituzione (concessa dallo stesso Giovanni II che aveva concesso la precedente del 1862);
- nel 1923 il paese entrò in Unione Doganale con la Svizzera;
- nel 1924 il paese adottò come propria valuta il Franco Svizzero.

Questo periodo fu marcato da due gravi eventi:
- nel 1927 una terribile inondazione mise a dura prova l'economia del Paese;
- nel 1928 il fallimento della "Sparkasse" (Cassa di Risparmio) del Liechtenstein, azzerò le riserve del locale Ministero del Tesoro.

Il Liechtenstein fu finanziariamente rovinato e pesantemente indebitato con la Svizzera. Subito dopo fu varata una legislazione che permise il segreto sui clienti e sui conti bancari. In Liechtenstein sorse una miriade di aziende private che cavalcando il periodo d'euforia, nell'incertezza che caratterizzò il periodo del dopoguerra, diedero spazio a una moltitudine di avventurieri e alle loro idee e azioni finanziarie, che qualcuno vide solamente come facile raccolta di fondi. In questo periodo il Liechtenstein assecondò la richiesta della "Globocapital Company Inc.", attiva a Vaduz dal 1926 al 1930, che, oltre una comoda sovvenzione, richiese la cessione della proprietà di un territorio in cui esercitare la propria sovranità internazionale completa, e che doveva servire da base di lancio per una valuta internazionale, il "Globo", legato a valute estere e all'oro. Il Governo di Vaduz approvò, malgrado le inefficienze evidenti dello schema proposto. La Volkspartei (Partito Popolare) affidò il Paese a una Lotteria Nazionale gestita da alcuni finanzieri di New York.

In questo periodo, emerse una visione del Principato debole, in balia degli eventi, che lo portò a diventare una sorta di "azienda riservata" che usava la congiuntura internazionale per arricchirsi e svilupparsi e recuperare il più possibile dal crollo della valuta austriaca.
Del "Globo" furono anche coniate delle monete in oro da parte della "Verlag Globocapital Association" di Lugano.
Nell'estate del 1938, poco dopo l'annessione dell'Austria al Reich tedesco, l'ottantaquattrenne Principe Francesco I morì. L’erede era il trentunenne cugino Francesco Giuseppe II. Sua moglie, Elisabeth von Gutmann, che aveva sposato nel 1929, era una benestante nobildonna ebrea di Vienna (figlia dell'ex presidente della comunità ebraica locale), e i "nazionalisti" del principato avanzarono anche su di lei il problema della discriminazione razziale. Anche se il Liechtenstein non ebbe mai un Partito Nazista ufficiale, vi fu un "Movimento Nazionale tedesco" (VDBL) che, tra 1938 e 1945, auspicò l'unione con la Germania e tentò una specie di colpo di stato nel 1939, inutilmente visto che non superò mai i 200 tra iscritti e simpatizzanti; il suo leader Alfons Goop fu poi condannato a trenta mesi di carcere per tradimento, ma solo dopo la guerra perché non si voleva dare un motivo ai nazisti di intervenire.
Nel corso della seconda guerra mondiale, il Liechtenstein rimase neutrale e i suoi tesori e quelli della famiglia principesca vennero tratti in salvo a Londra. I principi del Liechtenstein vissero a Vienna sino all'Anschluss del 1938.

## Dopoguerra e storia contemporanea
Dopo la seconda guerra mondiale, la Cecoslovacchia, predecessore della Repubblica Ceca e della Slovacchia, agendo per sequestrare quelli che considerava possedimenti tedeschi, ha espropriato la totalità dei territori e dei possedimenti ereditari della dinastia dei Liechtenstein in Boemia, Moravia e Slesia, regioni che compongono principalmente la Repubblica Ceca, e gli altri situati in Slovacchia. Queste espropriazioni, a cui fu soggetta la famiglia, sono ancora oggi discusse presso la Corte internazionale di giustizia, e includevano oltre 1.600 chilometri quadrati (dieci volte la dimensione del Liechtenstein) di terreno agricolo e foreste, oltre a svariati castelli e palazzi di famiglia. Durante la guerra fredda ai cittadini del Liechtenstein fu proibito di entrare nella Cecoslovacchia. In tempi più recenti, il conflitto diplomatico riguardo ai contestati decreti Beneš del dopoguerra, sono risultati nella non condivisione delle relazioni internazionali da parte del Liechtenstein con la Repubblica Ceca e la Slovacchia. Relazione diplomatiche tra Liechtenstein e la Repubblica Ceca sono state stabilite il 13 luglio 2009, e con la Slovacchia il 9 dicembre 2009. Al termine della seconda guerra mondiale il Liechtenstein fornì asilo a 501 soldati russi: il fatto è commemorato da un monumento nel villaggio di Hinterschellenberg.
Al termine del conflitto, per risanare le casse dello Stato, i principi del Liechtenstein furono costretti a vendere alcune delle loro preziose opere d'arte, tra cui ad esempio spiccava il "Ritratto di Ginevra de' Benci" di Leonardo da Vinci, che venne acquistato nel 1967 dalla National Gallery of Art di Washington.
In seguito a oculate iniziative di natura economica fu favorito l'insediamento nel territorio di imprese finanziarie, commerciali ed industriali. Le iniziative, favorite da tutela legislativa e da tassazioni favorevoli, ebbero grande successo, con l'insediamento di molte aziende, soprattutto finanziarie, residenti nel principato.
Nel 1997 il principato ottenne di avere una propria circoscrizione ecclesiastica della Chiesa cattolica (religione ufficiale dello Stato) con l'erezione dell'arcidiocesi di Vaduz (fino ad allora dipendeva dalla diocesi di Coira).
Oggi, il Principe del Liechtenstein è uno degli uomini più ricchi del mondo con un patrimonio stimato in circa 4 miliardi di dollari. Il Liechtenstein è tra i paesi con il più alto reddito pro capite al mondo.